# Caius Cassius Longinus (assassin de César)
Pour les articles homonymes, voir Caius Cassius Longinus, Cassius Longinus et Cassius.
Sauf précision contraire, les dates de cet article sont sous-entendues « avant l'ère commune », c'est-à-dire « avant Jésus-Christ ».
Caius Cassius Longinus, dit Cassius, né vers 87-86 av. J.-C. et mort milieu octobre 42 av. J.-C. à la première bataille de Philippes, est un homme politique et un général de la fin de la République romaine.
Il est questeur du proconsul Crassus lors du désastre de Carrhes en 53. Il parvient à sauver une partie de l'armée et à rejoindre la Syrie, province où il résiste à des offensives parthes en 52 et 51. De retour à Rome en 50, il est l'un des lieutenants de Pompée lors de la guerre civile de César. Il profite de la clémence du vainqueur après Pharsale en 48, et est nommé préteur par le dictateur en l'an 44.
Avec Brutus, il est un des meneurs des conjurés qui assassinent César dans le but de rétablir les institutions républicaines, sans avoir prévu la suite des évènements. Il doit quitter Rome et l'Italie face à Marc Antoine, et s'empare de la Syrie tandis que Brutus prend la Macédoine en 43. Soutenu par le Sénat le temps de la guerre civile de Modène, il réunit ses forces à celles de Brutus pour combattre le second triumvirat formé fin 43. Il est vaincu à la première bataille de Philippes en octobre 42 par Antoine, et se suicide croyant Brutus lui aussi perdu. Ce dernier le sera à la deuxième bataille qui voit le triomphe des triumvirs et de Marc Antoine en particulier. Cette bataille marque la fin de la République romaine.

## Famille
Né vraisemblablement vers 87 ou 86, Cassius appartient à la gens Cassia, une famille de la nobilitas récente, de souche plébéienne, qui accède au consulat au début du IIe siècle av. J.-C. avec Caius Cassius Longinus. Il est peut-être le fils de Caius Cassius Longinus Varus, consul en 73, le frère de Lucius Cassius Longinus (en), et le frère ou le cousin de Quintus Cassius Longinus (en), tous deux partisans de César.
Dans les années 50, Cassius, par son mariage avec Junia Tertia, fille de Servilia et de Decimus Iunius Silanus, consul en 62 et beau-père de Marcus Junius Brutus, semble appartenir au groupe politique des Optimates qui s'est rassemblé autour de la figure de Caton d'Utique. Cassius a un fils, né vers 60, et qui prend sa toge virile en l'an 44. Brutus était seulement l'ami de Cassius.

## Biographie

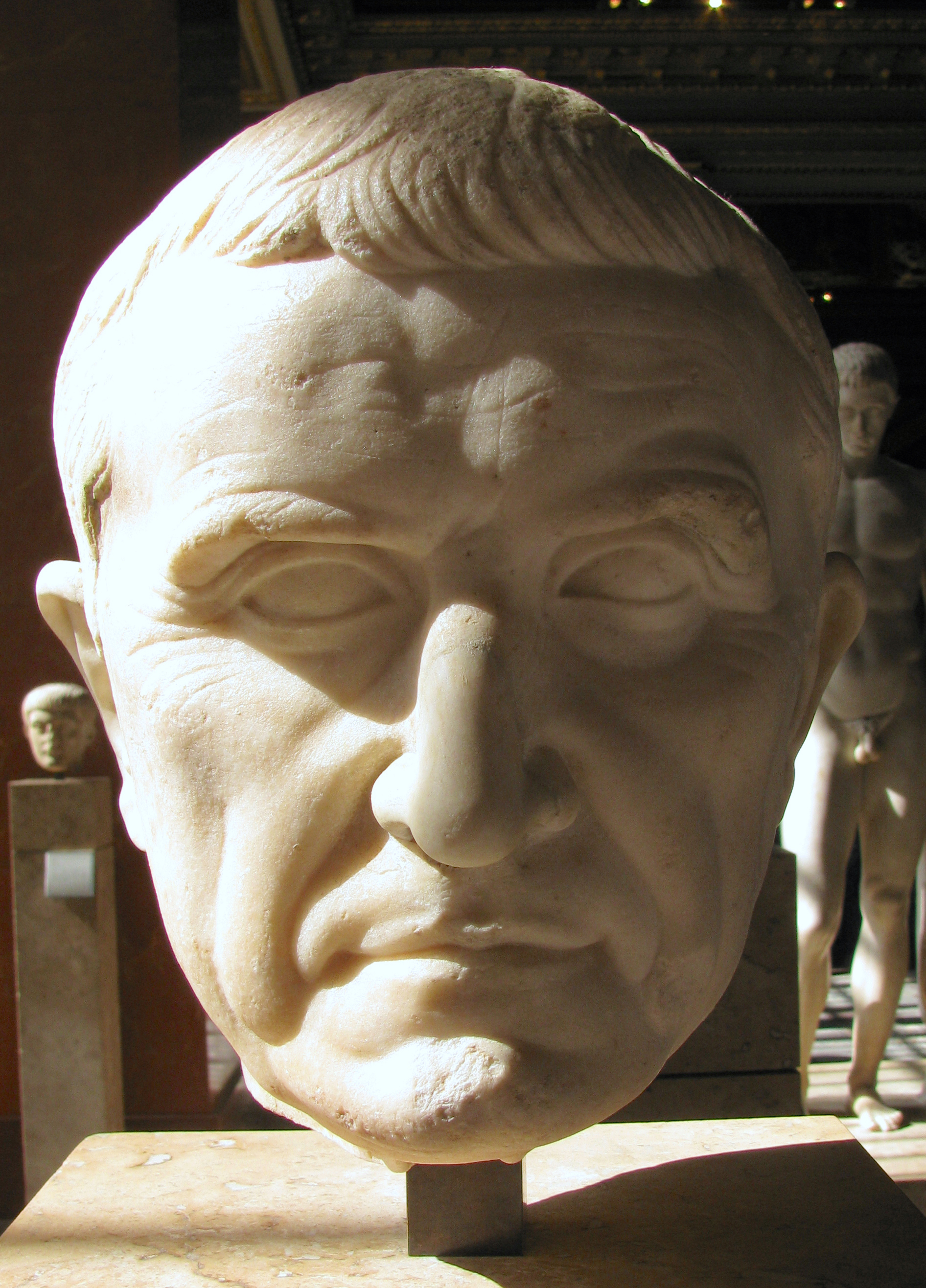
Tête de Crassus exposée au Louvre.

### Lieutenant en Syrie
Sa carrière politique ne débute vraiment qu'en 53 Cette année-là, il est questeur auprès du proconsul Crassus dans sa campagne contre les Parthes. Lors du désastre de la bataille de Carrhes, il parvient à regrouper et sauver 10 000 hommes de l'armée romaine et rejoindre Antioche en Syrie. Crassus, son fils Publius, 20 000 soldats sont tués et 10 000 autres sont prisonniers.
En 52 et surtout en 51, il parvient, en tant que pro-questeur en Syrie, à contenir et à repousser des attaques parthes qui visent Antioche. Les consulaires Cicéron en Cilicie et Bibulus en Syrie ont pour mission d'assurer la défense des deux provinces dégarnies de troupes, mais c'est bien Cassius qui fait l'essentiel en résistant à Antioche. Les Parthes, menés par Pacorus, fils aîné du roi parthe Orodès II, se retireront après l'hiver.

### Guerre civile de César
Revenu en Italie en 50, il suit alors Pompée lors de la guerre civile contre Jules César. Il commande une flotte qui inflige de lourdes pertes à celle de César en Sicile et plus précisément dans le détroit de Messine ; il est néanmoins épargné par ce dernier à la suite de la défaite des armées de Pompée à la bataille de Pharsale en 48.
De retour à Rome, il s'adonne désormais à l'épicurisme puis devient préteur pérégrin pour l'année 44 alors que son beau-frère Marcus Junius Brutus est préteur urbain, poste plus prestigieux. Bien que rallié à César après Pharsale, il maintient son opposition au dictateur qui ne semble pas trop lui en tenir rigueur. César promet cependant le consulat à son beau-frère sans rien avoir promis à Cassius, excitant la jalousie de ce dernier envers Brutus.

### Assassinat de César

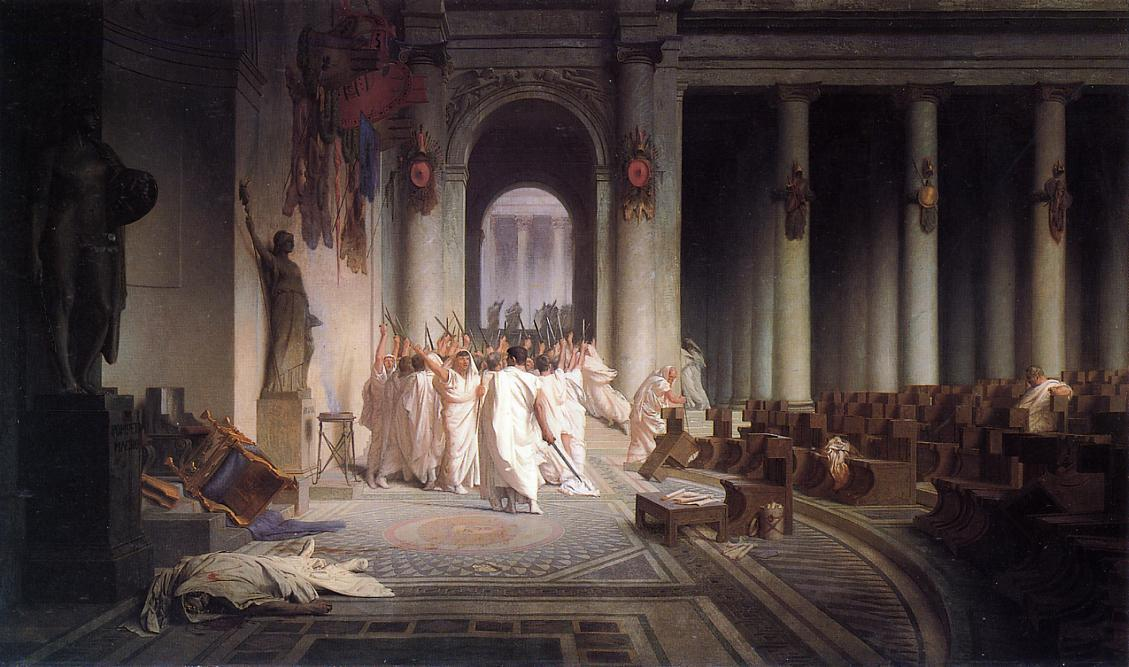
Jean-Léon Gérôme, La Mort de César, huile sur toile, 1867.

Aux ides de mars 44, Jules César est assassiné dans la Curie de Pompée par une vingtaine de sénateurs conjurés se réclamant « Républicains », dont notamment Cassius, Marcus Junius Brutus, Decimus Junius Brutus, Caius Trebonius et Servius Sulpicius Galba,. Les conjurés n'ont pas prévu de tuer le consul Marc Antoine sur demande de Brutus,.
Les conjurés paniquent et prennent la fuite. Ils avaient l'intention de jeter le corps de César dans le Tibre, mais par peur de la réaction de Marc Antoine, ils s'en abstiennent. Ils n'ont pas de plan pour la suite, pensant qu'assassiner le « tyran » suffirait à rétablir la République. Les meurtriers se rendent d'abord au Forum Romanum mais ils ne reçoivent pas de soutien pour leur acte, et se réfugient alors sur le Capitole,.
Côté Césariens, Marc Antoine s'est barricadé dans sa demeure tandis que Cornelius Dolabella, qui devait être désigné consul suffect, apparaît au Forum revêtu des insignes consulaires et fait mine d'approuver le meurtre. Lépide, maître de cavalerie du défunt, réagit aussi promptement, faisant occuper le Champ de Mars puis le Forum par ses troupes, et souhaite venger rapidement le meurtre. Marc Antoine, se ressaisissant rapidement, met la main sur les papiers de César ainsi que sur son argent. C'est Marc Antoine, seul consul restant, qui détient donc la fonction la plus importante et incarne dorénavant la légalité de la République romaine,.

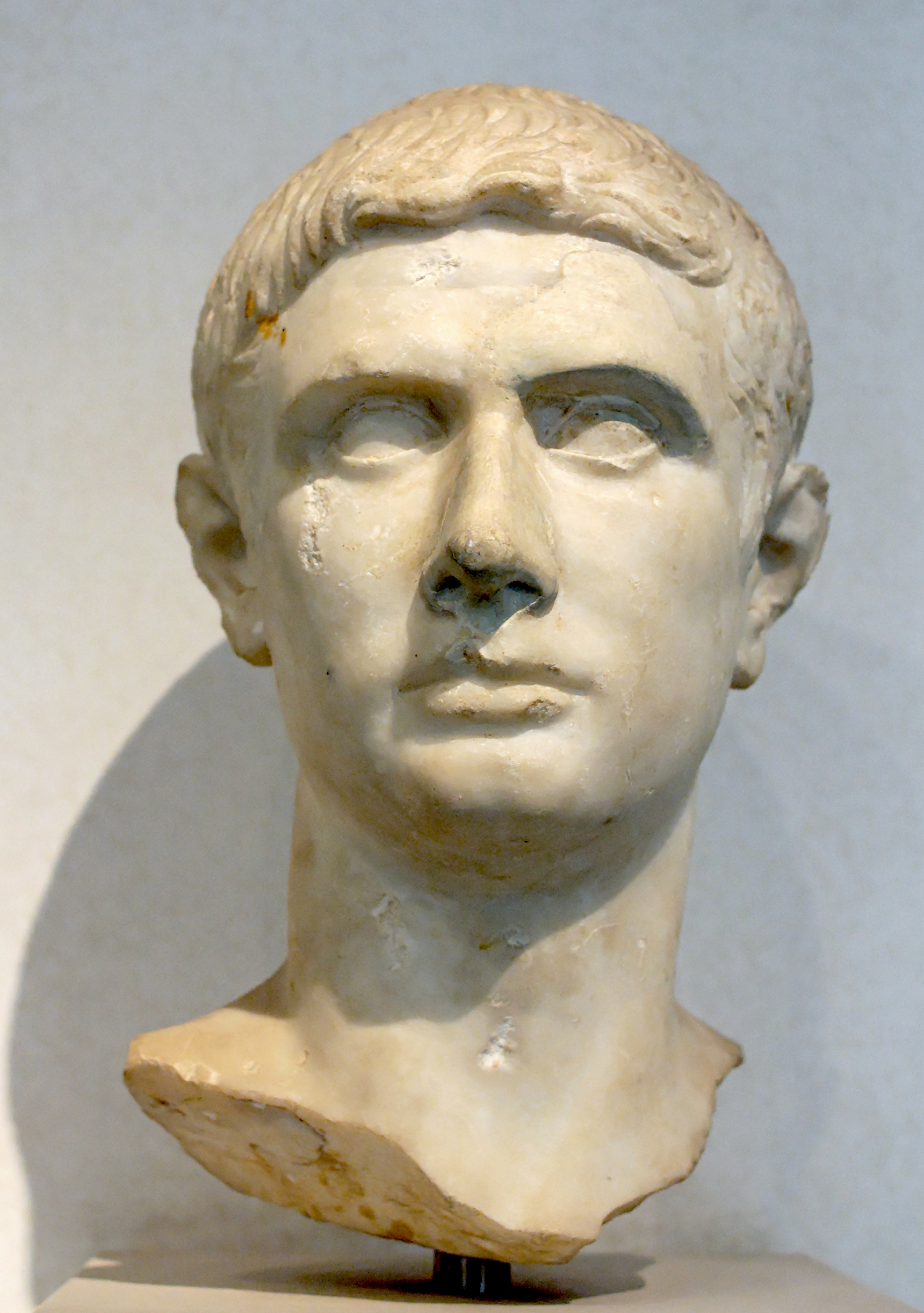
Buste en marbre de Brutus.

Les conjurés, n'ayant ni troupes, ni argent, ni soutien populaire, sont contraints de traiter, contre l'avis de Cicéron, qui ne faisait pourtant pas partie de la conjuration, et qui les implore de s'attaquer à Marc Antoine avant qu'il ne soit trop tard. Cependant, une majorité des conjurés et des Césariens sont favorables à un rapprochement. Ainsi, le 16, Marc Antoine convoque le Sénat pour le lendemain. Dans une atmosphère tendue, avec des soldats en ville, un compromis est rapidement trouvé : les assassins de César sont amnistiés, sur proposition d'Antoine, et en contrepartie les réalisations et décisions de César sont validées. On voit même Cassius dîner chez Marc Antoine et Brutus chez Lépide,.

« Le lendemain, Antoine ayant assemblé le Sénat, propose une amnistie générale, et demande qu'on assigne des provinces à Brutus et à Cassius. Le Sénat donne force de loi à ces propositions, et décrète aussi que tous les actes de la dictature de César sont maintenus. Antoine sort du Sénat couvert de gloire : on ne doute pas qu'il n'a prévenu la guerre civile, et manié avec la prudence d'un politique consommé des affaires difficiles, et qui peuvent entraîner les plus grands troubles. »

— Plutarque, Vies parallèles des hommes illustres, Vie d'Antoine, 14 - traduction Ricard, 1840.

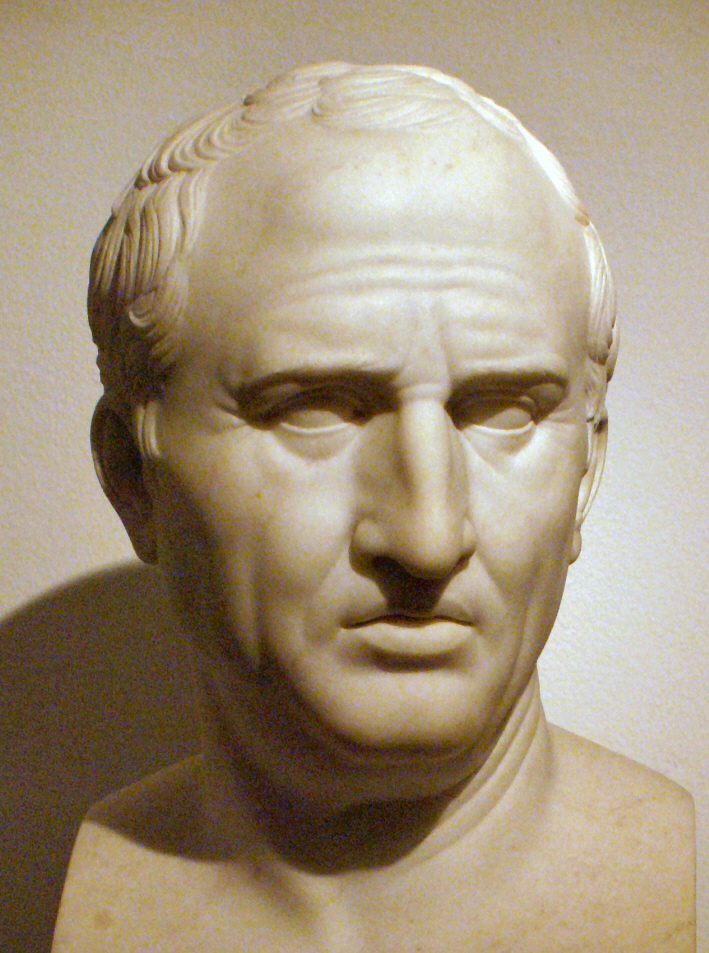
Portrait de Cicéron.

Ce compromis est en effet un grand succès pour Marc Antoine, qui réussit à apaiser les vétérans, à se concilier la majorité du Sénat et paraît aux yeux des conjurés comme leur interlocuteur privilégié et protecteur. Peu de temps après, Brutus, contre l'avis de Cassius et de Cicéron, accepte que l'on accorde des funérailles publiques à César, pendant lesquelles, Antoine préside en tant que consul et, bien que le peuple soit favorable à la réconciliation, la lecture publique du testament et peut-être les manœuvres voire le discours de Marc Antoine enflamment la population. La situation dégénère rapidement pour les conjurés, obligés de fuir. Antoine, sous prétexte de ne pouvoir assurer leur sécurité à Rome, fait exempter Cassius et Brutus de leurs charges prétoriennes. Il leur attribue ensuite la charge de l'approvisionnement en blé depuis la Sicile et l'Asie. Il s'agit là de missions secondaires indignes de leurs rangs et qui les maintiennent éloignés de Rome, tout en restant en Italie, mais le rapport de force est contre eux,.

### Maître de la Syrie
Le Sénat, début août 44, profitant des premiers désaccords entre les héritiers de César, Marc Antoine et Octavien, invite Cassius et Brutus à revenir à Rome. Antoine s'y oppose les accusant de préparer la guerre. La Crète et la Cyrénaïque, deux provinces mineures, sont alors attribuées aux deux conjurés, mais ils refusent et quittent l'Italie fin août, après une dernière rencontre avec Cicéron, pour se rendre à Athènes,. Ils y sont accueillis comme des héros, des statues à leur effigie étant dressée sur l'Agora aux côtés des Tyrannoctones.
Quelques mois plus tard, à l'hiver 44-43, Antoine rompt avec le Sénat, faisant face à une coalition menée par Cicéron et Octavien. Cela provoque la guerre civile de Modène, dans laquelle Antoine est vaincu par Octavien.
Cassius s'est rendu en Asie, puis vers la Syrie pour disputer le pouvoir à Dolabella. Le Sénat a déclaré ce dernier « ennemi public » à la suite de ses exactions envers Caius Trebonius et Cassius reçoit même la mission de le combattre le 27 avril 43 av. J.-C. Cassius prend le contrôle des légions de Quintus Caecilius Bassus, ancien pompéien qui résiste aux gouverneurs césariens depuis trois années. Il rallie aussi le césarien Lucius Staius Murcus et intercepte trois légions venant d'Égypte au secours de Dolabella. Cassius se retrouve donc à la tête de douze légions. Après quelques batailles, Dolabella se retrouve enfermé dans Laodicée, en Cilicie, et demande à l'un de ses soldats de lui donner la mort pour ne pas tomber aux mains de ses ennemis.
Cassius inflige des punitions aux cités restées fidèles à Dolabella, il accuse Ariobarzane III de Cappadoce de conspiration et le remplace par son frère Ariarathe X, et souhaite demander des comptes à Cléopâtre VII pour son soutien à la cause césarienne, mais Brutus, qui s'est quant à lui rendu maître de la Macédoine, l'en dissuade.
Pendant ce temps, Marc Antoine, Octavien et Lépide forment le second triumvirat, s'emparent de Rome et lancent la proscription de 43 av. J.-C., dont Cicéron est la principale victime.

Les trois personnalités du second triumvirat (43 - 32)
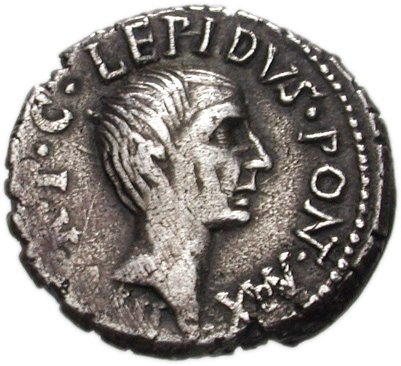
Marcus Aemilius Lepidus
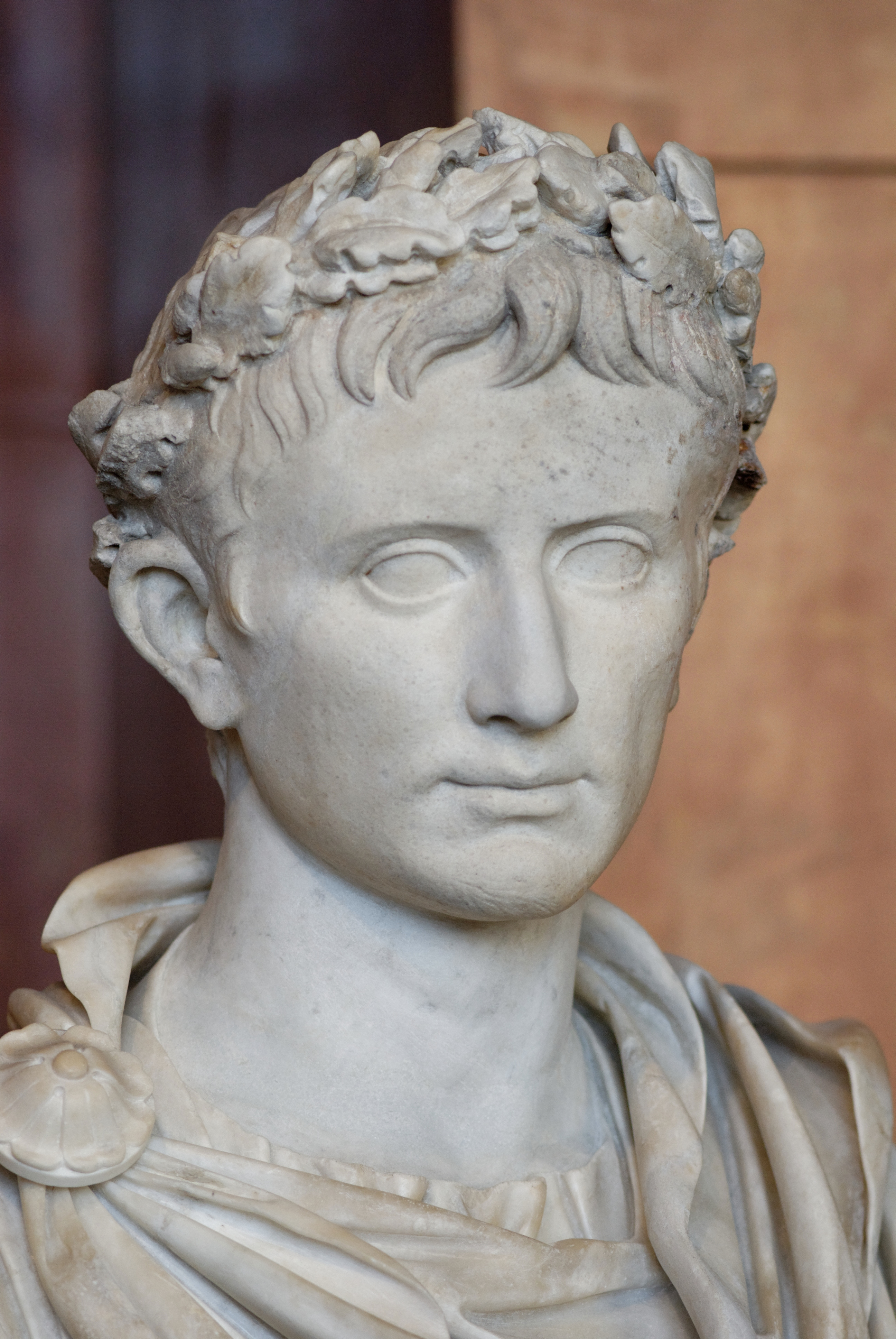
Caius Iulius Caesar (Octavianus)
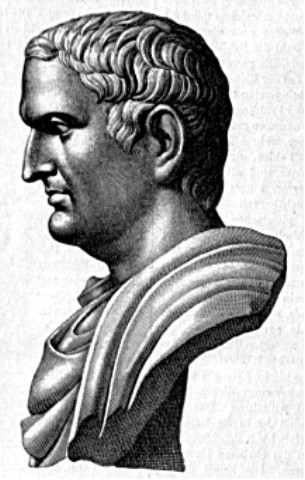
Marcus Antonius

### La guerre des «Libérateurs»

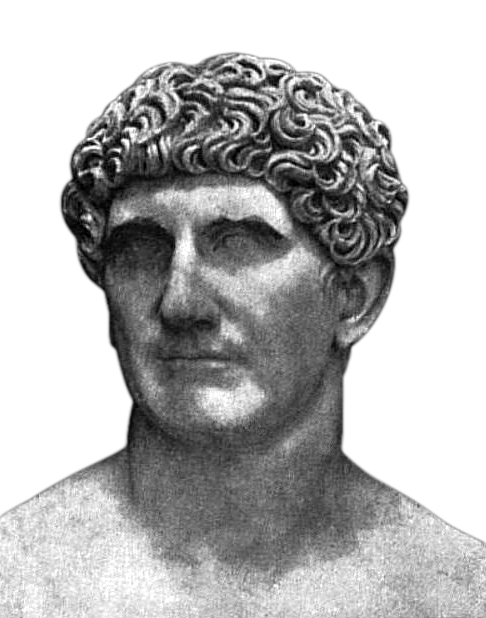
Buste de Marc Antoine, musées du Vatican.

Au début de l'année 42, Cassius rencontre Brutus à Smyrne pour lutter contre les triumvirs. Ils sont à la tête de près de 100 000 hommes. Cependant, plutôt que de marcher sur l'Italie, ils se lancent dans des opérations punitives et inutiles envers Rhodes et la Lycie, qui ont soutenu Dolabella, ce qui ternit leur image. Cassius s'attaque à l'île avec 80 navires au printemps et vainc la flotte adverse au large de Myndos, avant de s'emparer de la capitale durant l'été après un siège, et de mener une sévère répression. Brutus agit de même en Lycie, puis les deux hommes sur-taxent la province d'Asie pour payer la guerre qui s'annonce.
Marc Antoine et Octavien partent en campagne contre les conjurés. Cassius et Brutus se sont à nouveau rencontrés à Sardes, en Asie, mais décident trop tardivement de se rendre en Macédoine pour empêcher les triumvirs de débarquer. Ainsi, la rencontre entre les deux armées a lieu en Macédoine orientale, dans les plaines de Philippes en octobre 42. Les « Républicains » ont le contrôle de la mer et donc de l'approvisionnement, mais malgré cette supériorité maritime, ils ne parviennent que partiellement à entraver les déplacements des navires des triumvirs.
Les deux armées qui se font face sont équivalentes, avec deux avantages pour Cassius et Brutus : une cavalerie plus importante et l'accès à l'approvisionnement. C'est donc aux triumvirs, et particulièrement à Marc Antoine, de mener l'attaque. Cassius, qui commande l'aile gauche de l'armée, et qui a Antoine en face, ne tarde pas à plier, et croyant Brutus battu aussi de son côté, demande à son affranchi de le transpercer de son épée. D'après Plutarque, Brutus, à l'annonce de sa mort, le nomma le « dernier Romain ». Il fait enlever le corps de son ami qu'il envoie sur l'île de Thasos. L'armée républicaine perd là son meilleur chef de guerre, bien que Brutus ait remporté son duel face à Octavien. Dans une deuxième bataille au même endroit, Antoine, pourtant dans une situation difficile, vainc Brutus et transforme sa retraite en déroute, Brutus se suicidant.
|                                                      |                   |                   |
| Mouvements des armées avant la bataille de Philippes | Première bataille | Deuxième bataille |

La victoire des triumvirs, et notamment de Marc Antoine, est totale. Cette bataille marque la fin de la République romaine.

## Postérité
Il est cité dans la divine comédie de  Dante où, étant l'un des trois grands traîtres avec Judas et Brutus, il est dévoré par Lucifer.